# NGC 5229
NGC 5229 é uma galáxia espiral barrada (SBcd) localizada na direcção da constelação de Canes Venatici. Possui uma declinação de +47° 54' 52" e uma ascensão recta de 13 horas, 34 minutos e 02,9 segundos.
A galáxia NGC 5229 foi descoberta em 1 de Janeiro de 1886 por Lewis A. Swift.